# Zhang Dali

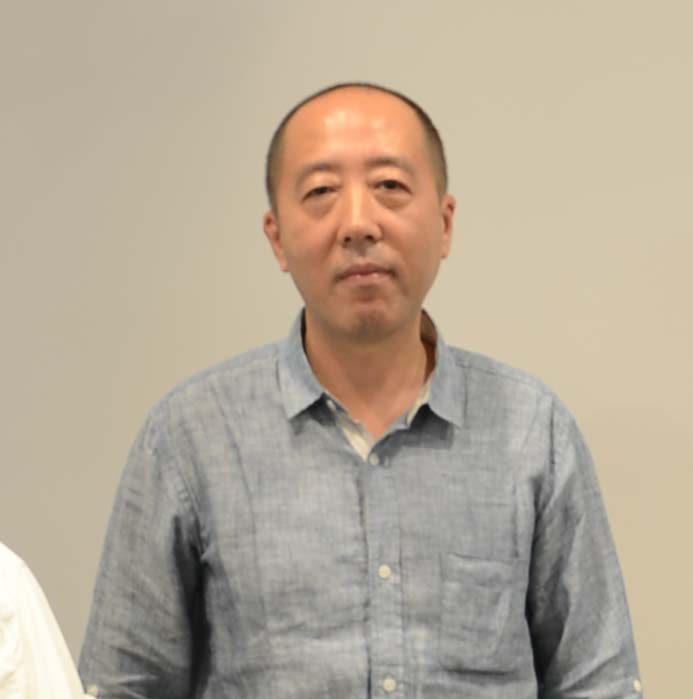
Zhang Dali

Zhang Dali (Harbin, 1963) é m artista urbano chinês.
Graduou-se na Escola de Belas Artes e Design de Pequim em 1987. Tornou-se conhecido por rafitar nas ruas da capital chinesa uma caricatura de si mesmo, de perfil. Outra figura característica de suas obras é o fuzil AK-47.